# Lene Auestad
Lene Auestad (nascida em 8 de outubro de 1973)  é uma autora e filósofa da Universidade de Oslo . Ela escreveu sobre os temas de preconceito, exclusão social e direitos das minorias, discriminação e tem contribuído para debates públicos sobre discurso de ódio.

## Carreira
Seu livro Respect, Plurality, and Prejudice (Respeito, Pluralidade e Preconceito), combinou teoria crítica com psicanálise e estudos psicossociais, examinando as forças e estruturas inconscientes subjacentes que compõem os fenômenos de xenofobia, antissemitismo, islamofobia, homofobia e sexismo, Ela fornece uma visão geral de como os preconceitos sociais, a discriminação e a violência que muitas vezes tendem a acompanhá-los, surgem. Além disso, argumenta que, para entender completamente como um fenômeno complexo como o preconceito funciona, precisamos alterar nossa compreensão filosófica ocidental tradicional do sujeito como um agente supostamente totalmente racional, autônomo e individual. Lene Auestad argumenta que precisamos de uma compreensão mais situada e relacional da subjetividade e do sujeito, pois o preconceito e os atos de discriminação sempre ocorrem em um cenário contextualizado entre sujeitos cujos pensamentos e ações se influenciam mutuamente.
Auestad também escreveu sobre a ascensão do nacionalismo nos países europeus, tanto em termos de sua expressão em grupos de extrema-direita quanto no contexto da linguagem política cotidiana.
Auestad sugeriu que a psicanálise pode ser usada para raciocinar sobre os processos invisíveis e sutis de poder sobre a representação simbólica, por exemplo, no contexto de estereótipos e desumanização, e colocou a questão de quais forças governam os estados de coisas que determinam quem é um ' Eu' e quem é um 'isso' na esfera pública.
Ela fundou e dirige a série de conferências internacionais e interdisciplinares Psychoanalysis and Politics http://www.psa-pol.org, que busca abordar como questões políticas contemporâneas podem ser analisadas através da teoria psicanalítica e vice-versa – como fenômenos políticos podem refletir sobre pensamento psicanalítico. A série é interdisciplinar, convidando contribuições teóricas e estudos de caso históricos, literários ou clínicos de filósofos, sociólogos, psicanalistas, psicoterapeutas, analistas de grupo, teóricos literários, historiadores, cientistas políticos, políticos, ativistas políticos e outros. Perspectivas de diferentes escolas psicanalíticas são muito bem-vindas. Desde 2010, são realizadas conferências em Barcelona, Budapeste, Copenhague, Helsinque, Lisboa, Londres, Oslo, Paris, Estocolmo e Viena, na maioria das vezes nas salas de uma amigável sociedade psicanalítica. Uma das suas hipótese básicos das Conferências é que a psicanálise não se dá ao luxo de "se calar" e deve reconhecer a influência cultural e política que o mundo exterior exerce sobre ela.

## Livros
- Traços de violência e liberdade de pensamento (co-editado com Amal Treacher Kabesh, Palgrave, 2017) [11]
- Traumas compartilhados, silêncio, perda, luto público e privado (Karnac, 2017) [12]
- Respeito, Pluralidade e Preconceito: Uma Investigação Psicanalítica e Filosófica sobre a Dinâmica da Exclusão Social e da Discriminação (Karnac, 2015) [3]
- Nacionalismo e a política do corpo: psicanálise e a ascensão do etnocentrismo e da xenofobia (Karnac 2014) [6]
- Psicanálise e Política: Exclusão e a Política da Representação (Karnac 2012) [13]
- Manipulação, frihet, humanitet. Mãe com Hannah Arendt (Ação, Liberdade, Humanidade. Encontros com Hannah Arendt, co-editado com  nb, Akademika, Trondheim, 2011) [14]

## Selecionar artigos
- Auestad, Lene (1 de dezembro de 2015). «Confiança básica e alienação ou “não temos nada para censurar”». Psicanálise, Cultura e Sociedade. 20 (4): 326–342. doi:10.1057/pcs.2015.41.
- Auestad, Lene (1 de dezembro de 2011). «Divisão, apego e racionalidade instrumental. Uma revisão da crítica social de Menzies Lyth». Psicanálise, Cultura e Sociedade.
- Lena Auestad. «Pensar ou não pensar: uma perspectiva fenomenológica e psicanalítica sobre experiência, pensamento e criatividade» (PDF). Revuecliopsy.fr. Consultado em 21 de Março de 2022

## Livros traduzidos
Sara Ahmed, ensaios de Gledesdrepende . Oslo: Cappelen Damm Akademisk, 2021. (Traduzido do inglês para o Norueguês) Original intitulado: "Killing Joy: Feminism and the History of Happiness", "A phenomenology of whiteness", "Affective Economies"
Siri Gullestad/ Bjørn Killingmo, The Theory and Practice of Psychoanalytic Therapy. Ouvindo o Subtexto. Londres/Nova York: Routledge, 2019. (Do norueguês para o inglês) Título original: Underteksten. Terapia psicanalítica e prática. Oslo: Universitetsforlaget.
Hannah Arendt, Makt og vold. Tre ensaio. Oslo: Cappelen Damm Akademisk, 2017. (Do inglês para o norueguês) Títulos originais: On Violence, "Mankind and Terror", "Is America by Nature a Violent Society?"

## Entrevistas
Em inglês: Sobre o livro Respect, Plurality, and Prejudice, podcast em New Books in Psychoanalysis 11 de setembro de 2015 
Sobre o discurso de ódio: "Debate online feroz traz mais preconceito" Alpha Galileo 13 de setembro de 2013 
Sobre a série de conferências Psychoanalysis and Politics "Introducing Psychoanalysis and Politics" no Journal of Psycho-Social Studies Volume 7 (1) 2013 
em sueco: •Lene Auestad, Iréne Matthis e Diana Mulinari: Vad ska vi med psykoanalysen till? (Para que precisamos da psicanálise?) na revista Fronesis, número especial sobre a psique, (psyket)no.44-45 2013 
em espanhol: Encuentro en la SEP del grupo Psychoalysis and Politics (Encontro da Sociedade Psicanalítica Espanhola com a Psicanálise e a Política) Entrevista com Lene Auestad e Jonathan Davidoff pelos psicanalistas espanhóis Neri Daurella e Eileen Wieland, nas páginas da Sociedade Espanhola, (em espanhol) 